# Emilio Guinea
Emilio Guinea López, född 13 maj 1907 i Oleaveaga, Bilbao, Spanien död 26 oktober 1985 i Madrid, var en spansk botaniker. Han genomförde flera expeditioner till Afrika, med en särskild inriktning mot Ekvatorialguinea.